# Escut de Sant Feliu de Pallerols
L'escut oficial de Sant Feliu de Pallerols és un dels símbols d'aquest municipi i es descriu mitjançant el següent blasonament:
Escut caironat truncat: 1r d'atzur, 3 estrelles d'argent malordenades; 2n d'or, 4 pals de gules. Per timbre, una corona mural de vila.

## Disseny
La composició de l'escut està formada sobre un fons en forma de quadrat recolzat sobre un dels seus vèrtexs, anomenat escut caironat, segons la configuració difosa a Catalunya i d'altres indrets de l'antiga Corona d'Aragó i adoptada per l'administració a les seves especificacions per al disseny oficial dels municipis dels ens locals. És un escut dividit en dues particions amb un traç de forma horitzontal (truncat). A la primera partició, la superior, de color blau (atzur), hi ha tres estrelles de color blanc o gris clar (argent) col·locades un a dos, en forma de triangle (malordenades). A la segona partició, de color groc (or) hi ha quatre pals de color vermell (gules).
L'escut està acompanyat a la part superior d'un timbre en forma de corona mural, que és l'adoptada pel Departament de Governació d'Administracions Locals de la Generalitat de Catalunya per timbrar genèricament els escuts dels municipis. En aquest cas, es tracta d'una corona mural de vila, que bàsicament és un llenç de muralla groc (or) amb portes i finestres de color negre (tancat de sable), amb vuit torres merletades, de les quals se'n veuen cinc.

## Història
L'Ajuntament va acordar en ple iniciar l'expedient d'adopció de l'escut el dia 29 de gener del 2000. Després dels tràmits reglamentaris, l'escut es va aprovar el 2 de març del 2000 i publicat dins el DOGC el 17 de març del mateix any amb el número 3.101.
Els tres estels són el senyal tradicional de l'escut de la vila, centre de la vall d'Hostoles, i en certa manera són parlants, en al·lusió al nom de la vall. Els quatre pals de Catalunya recorden el fet que, des del segle xvii, la vall d'Hostoles va formar una batllia reial. L'escut és timbrat amb una corona de vila, ja que a Sant Feliu de Pallerols li fou concedit aquest títol l'any 1848. L'escut utilitzat anteriorment tenia tots aquests elements: tres estels al cap de l'escut, però de color groc (or), sota el mateix fons blau (atzur), i ocupant pràcticament tot el camper, els quatre pals vermells (gules) sota fons groc (or). El nou escut adapta, doncs, la simbologia històrica a la llei vigent incorporant els estels, el senyal propi del municipi, al primer camper (el de més importància), i els quatre pals en el segon, un camper menys important.